# So Am I
So Am I (englisch für: „So bin ich auch“) ist ein Lied der US-amerikanischen Popsängerin Ava Max. Das Stück wurde im März 2019 als Nachfolgetitel von Sweet but Psycho veröffentlicht.

## Hintergrund und Artwork
An der Entstehung des Liedes waren als Songwriter neben Ava Max auch Charlie Puth, Maria Smith und Victor Thell von Smith & Thell, Gigi Grombacher, Rollo Spreckley und Henry Russel Walter alias Cirkut beteiligt. Letzterer produzierte das Stück auch. Als Subverleger agierte die Londoner Kobalt Music Group, der Song wurde über Atlantic Records sowie dessen Major-Label Warner Music veröffentlicht.
Im Februar 2019 begann die Promoaktion, bei der auf Twitter Bilder veröffentlicht wurden, die Personen zeigen, auf dessen Handfläche der Hashtag SoAmI niedergeschrieben wurde. Sie rief zeitgleich dazu auf, ebenfalls Bilder von sich unter diesem Hashtag zu posten. In Verbindung mit ihrem Auftritt bei The Voice of Holland gab sie Ende Februar 2019 bekannt, dass So Am I im März 2019 veröffentlicht werden würde.
Auf dem Singlecover des Stücks ist Ava Max zu sehen, wie sie den auf ihrer Handfläche niedergeschriebenen Hashtag #SoAmI zeigt. Auf dem blauen Hintergrund ist der Titel mehrfach zu lesen. Ihr Logo ist in der unteren rechten Ecke zu sehen.

## Musikalisches und Inhalt
Das Lied basiert auf einem 4/4-Takt, das Tempo liegt bei 130 bpm, der Grundton ist Des-Dur. Der Song wird von Ava Max’ Stimme eingeleitet, die den Refrain singt. Begleitet wird sie lediglich von einem Piano. Nach der ersten Strophe setzt ein Pre-Chorus ein, auf den auch der Refrain erstmals in voller Länge folgt. Das Muster wird beibehalten und der Track wird ohne Outro beendet.
Der Text ist an den Hörer direkt gerichtet. Er wird gefragt, ob er sich unpassend oder sich wie einen Außenseiter fühle. Ob er die Blicke anderer Personen über sich mustern fühle. Sie spricht ihm jedoch Selbstbewusstsein zu, und dass es in Ordnung sei, anders zu sein, denn man sei perfekt auf die Art und Weise, die einen selber prägt. Für ihr Plattenlabel Warner Music erläuterte sie den Hintergrund des Textes:

„In ‘So Am I’ geht es darum, dich selbst zu lieben, anders zu sein, ein Außenseiter zu sein und nicht in das Format zu passen, in das die Gesellschaft uns pressen will – sondern stattdessen zu zelebrieren, was dich andersartig macht. Immer wenn ich mich down fühle, erinnere ich mich daran, dass meine Fehler mich perfekt machen, denn in Wahrheit gibt es kein ‘perfekt’.“

## Rezeption

### Kritik
So Am I erhielt überwiegend positive Kritiken. Zwar wurden viele Parallelen zur Vorgängersingle festgestellt, dennoch wurde der Text sehr für die positive Ausstrahlung gelobt. Auch Radiotauglichkeit und Hitpotential wurden dem Lied zugesprochen. Dieser Aussage schließt sich auch Jess vom Online-Magazin Fierce & Fabulous Revolution an.

„Ich finde es gut, dass Ava zwar die freche Stimmung von Sweet But Pyscho [sic] beibehält, mit dieser fröhlichen und catchenden Pop-Nummer aber ein völlig neues Outfit geliefert hat, die jeden in kürzester Zeit zum Mitsingen bringen wird. Die Botschaft hinter diesem Song ist eine äußerst positive, die wir innerhalb der Gesellschaft teilen sollten. Die Art und Weise, wie sie ihr kreatives Talent hier einsetzt, ist lobenswert.“

MichielVMusic vom „A-Bit-of-Pop-Music“-Magazin beschrieb die Ähnlichkeit zum Vorgänger, als einen nachvollziehbaren und guten Schachzug.

„[…] ‘So Am I’ wurde als nächste Single gewählt, und es ist nicht schwer zu hören, warum. Es ist eine Untertreibung zu sagen, dass die beiden Tracks ähnlich klingen. Der Rhythmus, die Produktion und sogar einige Melodielinien klingen ähnlich, aber warum sollte man dann eine Gewinnmethode wechseln? Textlich ist „So Am I“ eine Ode an alle, die sich beim Aufwachsen als Außenseiter fühlen und Ava gibt zu, dass sie eine von ihnen ist. Ich denke, Ava Max kann eine Single herausbringen, die diesmal so ähnlich klingt wie ihr Durchbruch, da sie genauso eingängig und catchy ist, aber wir hoffen sehr, dass sie uns beim nächsten Mal einen neuen Sound präsentiert!“

### Chartplatzierungen
In den deutschen Singlecharts erreichte das Lied Platz 21, während es sich in Österreich auf Platz 26, in der Schweiz auf Platz 18 und im Vereinigten Königreich auf Rang 13 positionieren konnte. In den deutschen Airplaycharts erreichte die Single für vier Wochen die Spitzenposition.
| ChartsChartplatzierungen     | Höchstplatzierung | Wochen |
| ---------------------------- | ----------------- | ------ |
| Deutschland (GfK)            | 21 (18 Wo.)       | 18     |
| Österreich (Ö3)              | 26 (19 Wo.)       | 19     |
| Schweiz (IFPI)               | 18 (26 Wo.)       | 26     |
| Vereinigtes Königreich (OCC) | 13 (16 Wo.)       | 16     |

### Auszeichnungen für Musikverkäufe
| Land/Region                  | Auszeichnungen für Musikverkäufe (Land/Region, Auszeichnung, Verkäufe) | Verkäufe  |
| ---------------------------- | ---------------------------------------------------------------------- | --------- |
| Australien (ARIA)            | 2× Platin                                                              | 140.000   |
| Belgien (BRMA)               | Gold                                                                   | 20.000    |
| Brasilien (PMB)              | 2× Platin                                                              | 80.000    |
| Dänemark (IFPI)              | Platin                                                                 | 90.000    |
| Deutschland (BVMI)           | Gold                                                                   | 200.000   |
| Finnland (IFPI)              | Platin                                                                 | 40.000    |
| Frankreich (SNEP)            | Platin                                                                 | 200.000   |
| Italien (FIMI)               | Gold                                                                   | 35.000    |
| Kanada (MC)                  | Platin                                                                 | 80.000    |
| Neuseeland (RMNZ)            | Platin                                                                 | 30.000    |
| Norwegen (IFPI)              | 3× Platin                                                              | 180.000   |
| Österreich (IFPI)            | Platin                                                                 | 30.000    |
| Polen (ZPAV)                 | 3× Platin                                                              | 60.000    |
| Portugal (AFP)               | Gold                                                                   | 5.000     |
| Schweiz (IFPI)               | Platin                                                                 | 20.000    |
| Spanien (Promusicae)         | Gold                                                                   | 30.000    |
| Taiwan (RIT)                 | Gold                                                                   | 5.000     |
| Vereinigte Staaten (RIAA)    | Platin                                                                 | 1.000.000 |
| Vereinigtes Königreich (BPI) | Platin                                                                 | 600.000   |
| Insgesamt                    | 6× Gold · 19× Platin ·                                                 | 2.845.000 |

Hauptartikel: Ava Max/Auszeichnungen für Musikverkäufe

## Musikvideo
Parallel zur Single erschien auch das offizielle Musikvideo. Es hat eine Länge von 3 Minuten und 13 Sekunden und zeigt die Sängerin in der Hauptrolle. Es spielt in einer Schule, in der Max und ihre Clique an unterschiedlichen Orten zu sehen sind, unter anderem im Klassenzimmer, im Stadion oder auf dem Flur. Überall tanzen sie aus der Reihe, sind aber sie selbst und lassen sich nicht von den Blicken anderer beeinflussen. Zum Schluss zeigen alle den Hashtag #SoAmI, der auf ihren Händen niedergeschrieben ist. Heute zählt das Musikvideo über 210 Millionen Aufrufe.